# Heinrich Aller

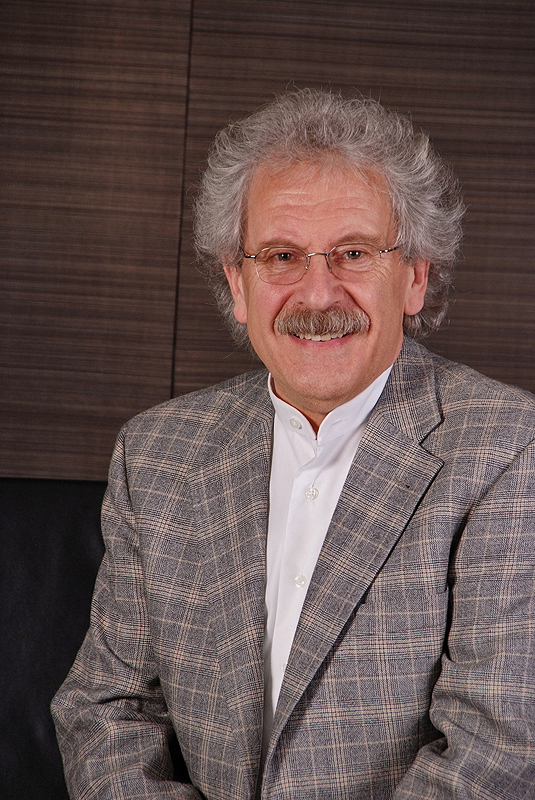
Heinrich Aller (2009)

Heinrich Aller (* 30. September 1947 in Seelze) ist ein deutscher SPD-Politiker und war Mitglied des Niedersächsischen Landtags von 1982 bis 2013 und von 1998 bis 2003 niedersächsischer Finanzminister.

## Leben
Nach dem Abitur an der Herschelschule Hannover trat er in den Polizeidienst ein und studierte danach an der Universität Hannover Englisch, Sport und Politische Wissenschaften für das Lehramt. Während des Studiums arbeitete er als freier Journalist für verschiedene Zeitungen. Von 1975 bis 1976 war Aller Pressesprecher des Niedersächsischen Kultusministers Ernst Gottfried Mahrenholz. Nach dem Regierungswechsel in Niedersachsen und der Übernahme des Kultusministeriums durch Werner Remmers folgte eine Unterrichtstätigkeit an einem Gymnasium.

## Politik
Der SPD gehört er seit 1965 an und hatte danach verschiedene ehrenamtliche Funktionen in der Partei und bei den Jungsozialisten inne. Er vertritt seine Partei seit 1972 im Stadtrat von Seelze und war Vorsitzender des Ausschusses „Soziale Angelegenheiten“. Von 1976 bis 1982 war Aller Kreistagsabgeordneter des Landkreises Hannover. Vom Kreistag wurde er zum Mitglied des Verwaltungsrates der Kreissparkasse Hannover berufen. Er war auch Mitglied des Allgemeinen Beirates der Nord-LB. Von 1982 bis 2013 war Aller Mitglied des Niedersächsischen Landtages und in der 16. Wahlperiode dienstältester Landtagsabgeordneter. Zur Landtagswahl 2013 trat er nicht wieder an.
Von 1990 an war Aller stellvertretender Vorsitzender der SPD-Landtagsfraktion, von 1996 bis 1998 Vorsitzender. Nach der Landtagswahl 1998 wurde er zum Niedersächsischen Finanzminister im Gerhard Schröder III ernannt. Diesen Posten bekleidete er auch in den Kabinetten der folgenden Ministerpräsidenten Gerhard Glogowski und Sigmar Gabriel bis 2003. Seitdem war er Vorsitzender des Ausschusses für Haushalt und Finanzen im Niedersächsischen Landtag.
Aller war ab 1982 Vorsitzender des SPD-Unterbezirks Hannover Land, bis dieser 2005 mit dem SPD-Unterbezirk Hannover Stadt fusionierte. Anschließend war er von 2005 bis 2009 Vorsitzender der fusionierten SPD-Region Hannover. Ab 2009 war Aller Vorsitzender des Beirats dieser Parteigliederung, dann ab 2016 Stellvertretender Vorsitzender. Auf dem Parteitag des Unterbezirks am 27. April 2018 wurde Aller zum Ehrenvorsitzenden ernannt.

## Ehrungen und Auszeichnungen
- 2019 Bundesverdienstkreuz 1. Klasse der Bundesrepublik Deutschlands

## Kabinette
- Kabinett Schröder III
- Kabinett Glogowski
- Kabinett Gabriel